# Günther Maritschnigg
Günther Maritschnigg (n. 7 noiembrie 1933, Bochum, Germania – d. 22 ianuarie 2013, Witten, Germania) a fost un luptător german, medaliat olimpic. A participat la o ediție a Jocurilor Olimpice (1960) în care a câștigat o medalie de argint.

## Participări
Lista de mai jos prezintă principalele competiții la care a participat Günther Maritschnigg de-a lungul carierei.
- Lotta greco-romana ai Giochi della XVII Olimpiade - Pesi welter[*]